# Hornachuelos
Hornachuelos és un municipi de la província de Còrdova a la comunitat autònoma d'Andalusia, a la comarca de Valle Medio del Guadalquivir.

## Etimologia
Hi ha discussió sobre l'origen del seu nom encara que el més probable és que provingui del fonema àrab furnuyulus, que literalment significa ciutat dels clots per ser aquesta la forma comuna com els seus antics habitants extreien el mineral del subsol.

## Demografia
| 1996  | 1998  | 1999  | 2000  | 2001  | 2002  | 2003  | 2004  | 2005  | 2006  |
| ----- | ----- | ----- | ----- | ----- | ----- | ----- | ----- | ----- | ----- |
| 5.006 | 5.056 | 4.937 | 4.860 | 4.746 | 4.687 | 4.622 | 4.654 | 4.678 | 4.662 |

## Geografia
Situat en la part occidental de la província de Còrdova, sobre una de les moltes muntanyes de la Sierra de Hornachuelos, al Parc Natural de la Sierra de Hornachuelos, formant part del massís de Sierra Morena. S'aboca al precipici format pel riu Bembézar. La població conserva la seva estructura àrab, amb carrers estrets i costeruts, com també amb edificacions d'aquella època, entre les quals destaca la fortalesa àrab. En el seu nucli antic també es pot veure l'edifici de l'Ajuntament, la seva església gòtica i la malmesa torre de l'homenatge del castell en la plaça d'Armes.